# Pimpri Chinchwad
Pimpri Chinchwad (em marata:  पिंपरी-चिंचवड) é uma cidade no distrito de Pune, no estado indiano de Maharashtra. Consiste nas localidades reunidas de Pimpri e Chinchwad, governadas por uma gestão municipal comum.

## Demografia
Segundo o censo de 2011, Pimpri Chinchwad tinha uma população de 1 729 330 habitantes. Os indivíduos do sexo masculino constituem 54% da população e os do sexo feminino 46%. Pimpri Chinchwad tem uma taxa de literacia de 74%, superior à média nacional de 59.5%: a literacia no sexo masculino é de 79% e no sexo feminino é de 68%. Em Pimpri Chinchwad, 14% da população está abaixo dos 6 anos de idade.
É um importante centro industrial. As zonas industriais da cidade são geridas pela Maharashtra Industrial Development Corporation. A cidade é sede de várias empresas de automóveis como a   Premier Ltd, Mahindra Navistar, Bajaj Auto, Tata Motors (Bel Optronic), Devices Ltd, Tata Motors, Kinetic Engineering, Force Motors (antes Bajaj Tempo) e Daimler Chrysler. A cidade é também sede do  instituto de investigação de antibióticos.